# Schlacht an der Düna
1. Phase: Schwedische Dominanz (1700–1709)
Dänischer Kriegsschauplatz (1700)
Humlebæk • Tönning I 
Livländ./ Estnischer Kriegsschauplatz (1700–1708)
Riga I • Jungfernhof • Varja • Pühhajoggi • Narva • Petschora • Düna • Rauge • Erastfer • Hummelshof • Embach • Tartu • Narva II • Wesenberg I • Wesenberg II
Ingermanländ./ Finnischer Kriegsschauplatz (ab 1701)
Archangelsk • Ladogasee • Nöteborg • Nyenschanz • Newa • Systerbäck • Petersburg • Wyborg I • Porvoo • Newa II • Koporje II • Kolkanpää
Litauisch-weißrussischer Kriegsschauplatz (1702–1706)
Vilnius • Saladen • Jakobstadt • Gemauerthof • Mitau • Grodno I • Olkieniki • Njaswisch • Klezk • Ljachawitschy
Polnischer Kriegsschauplatz (1702–1706)
Klissow • Pułtusk • Thorn • Lemberg • Warschau • Posen • Punitz • Tillendorf • Rakowitz • Praga • Fraustadt • Kalisch 
Russischer Kriegsschauplatz (1708–1709)
Grodno II • Golowtschin • Moljatitschi • Rajowka • Lesnaja • Desna • Baturyn • Koniecpol • Weprik • Opischnja • Krasnokutsk • Sokolki • Poltawa I • Poltawa II
2. Phase: Schweden in der Defensive (1710–1721)
Baltischer und Finnischer Kriegsschauplatz (bis 1714)
Riga II • Wyborg II • Pernau • Kexholm • Reval • Hogland • Pälkäne • Storkyro • Nyslott • Hanko 
Schwed./Norwegischer Kriegsschauplatz (1710–1721)
Helsingborg • Køge-Bucht • Bottnischer Meerbusen • Frederikshald I • Dynekilen-Fjord • Göteborg I • Strömstad • Trondheim • Frederikshald II • Marstrand • Ösel • Göteborg II • Södra Stäket • Grönham • Sundsvall
Norddeutscher Kriegsschauplatz (1711–1716)
Elbing • Wismar I • Lübow • Stralsund I • Greifswalder Bodden I • Stade • Rügen • Gadebusch • Altona • Tönning II • Stettin • Fehmarn • Wismar II • Stralsund II • Jasmund • Peenemünde • Greifswalder Bodden II • Stresow 
Die Schlacht an der Düna am 19. Juli 1701 (8. Juli (jul.) / 9. Juli (Schwedischer Kalender) / 19. Juli (greg.) 1701) im Großen Nordischen Krieg endete mit einem Sieg der schwedischen Armee unter Karl XII. über die Sächsisch-Polnische Kronarmee. Der Ort der Schlacht war bei Riga am Fluss Düna (lettisch Daugava), kurz vor ihrer Mündung in die Ostsee.

## Vorgeschichte

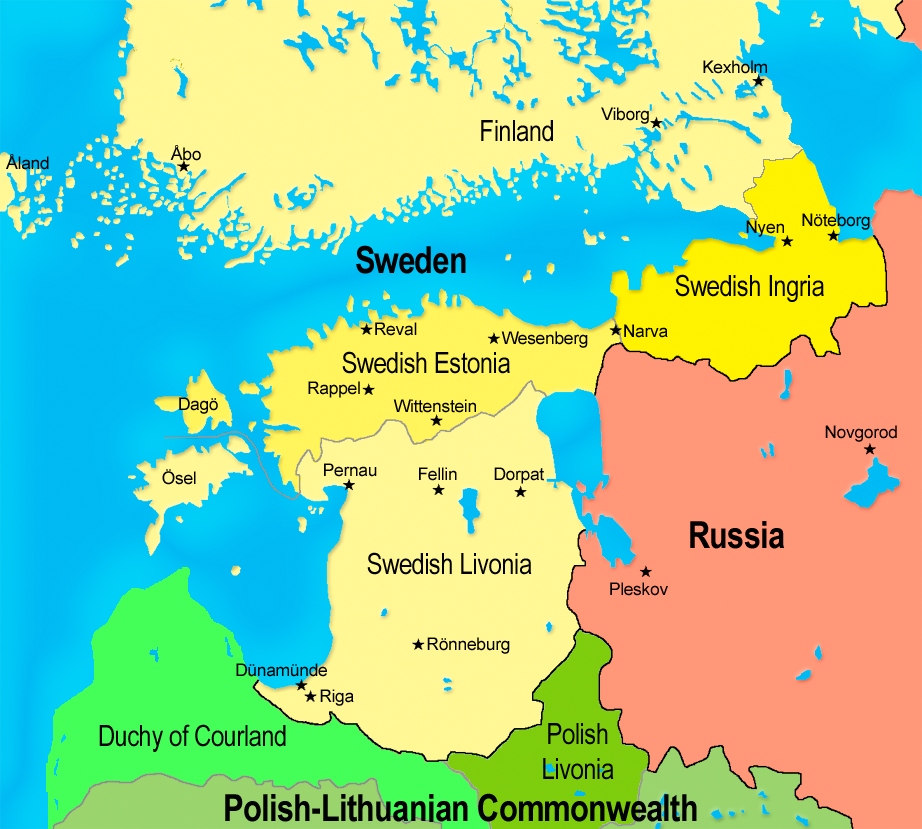
Die schwedischen Besitzungen im Baltikum

Während des ersten Kriegsjahres erlitten die Kriegsgegner Schwedens zwei entscheidende Niederlagen, einmal wurde Dänemark durch die Landung bei Humlebæk zum Kriegsaustritt gezwungen, zum anderen Ende 1700 die russische Armee vor Narva geschlagen. Die schwedische Hauptarmee, angeführt von König Karl XII. überwinterte in Tartu (Dorpat) in Schwedisch-Livland und setzte im Sommer 1701 den Feldzug mit Zielrichtung Polen-Litauen fort. Die vereinte Sächsisch-Russische Armee unter Kommando von Adam Heinrich von Steinau zählte 29.000 Mann, darunter 10.000 Russen, und hatte sich entlang der 600 Meter breiten Düna an ihren linken, südwestlichen Ufer eingegraben und wartete dort auf das Eintreffen der Schweden.
Die sächsischen Truppen hatten das linke Ufer der Düna stark befestigt, um einen Übergang der Schweden zu verhindern. Besonders zwischen Riga und Kockenhusen waren die Befestigungen am stärksten besetzt. Den Oberbefehl über die sächsischen und russischen Truppen führte Adam Heinrich Graf von Steinau.

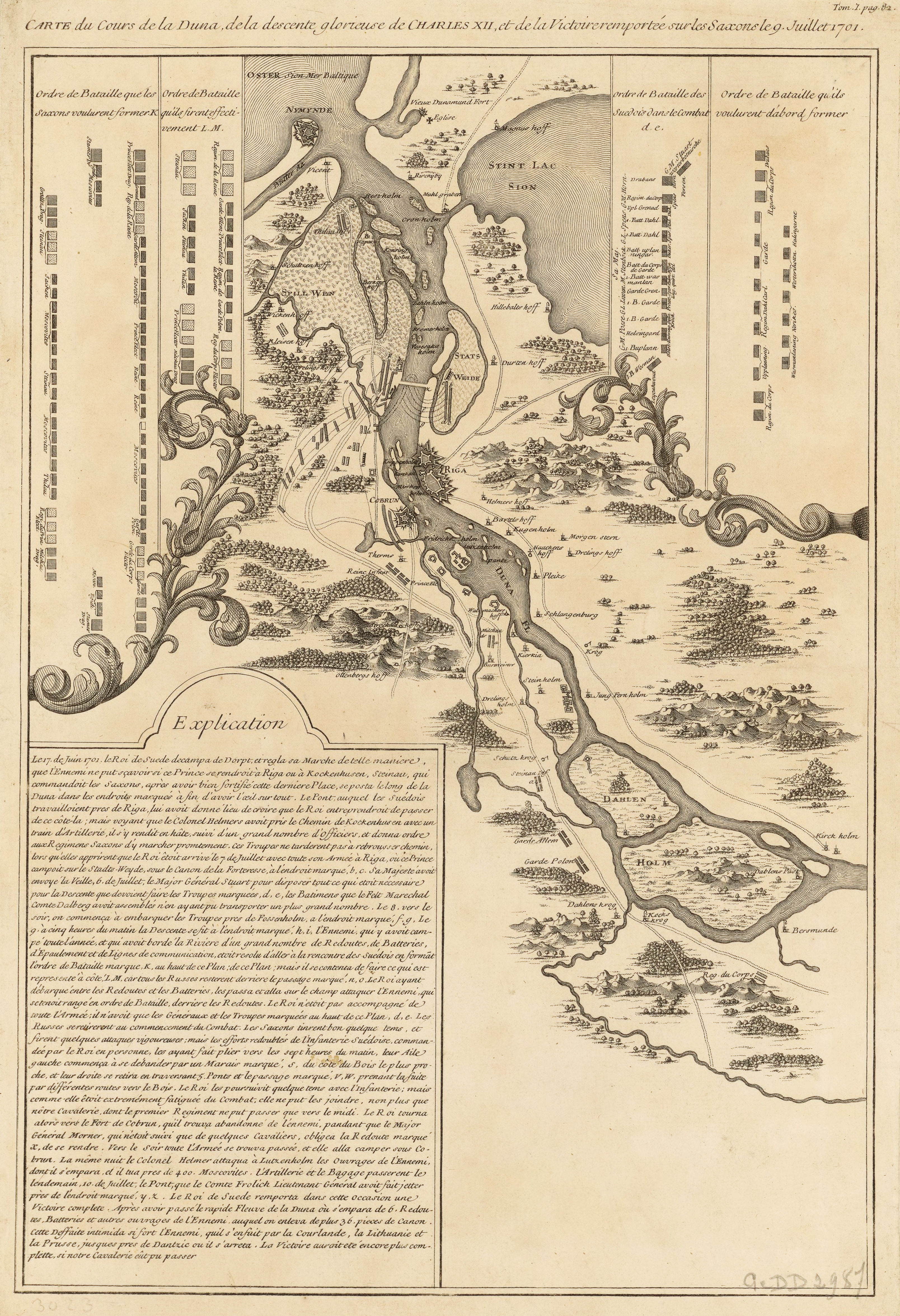
Karte des Schlachtfeldes

Am 17. Juli 1701 erreichte der König Karl XII. mit seinem 14.000 Mann zählenden Hauptheer das rechte Ufer unterhalb des damals zu Schweden gehörenden Riga. Ein Detachement wurde Richtung Kockenhusen geschickt, um die sächsische Armee zu spalten. Der sächsische Oberbefehlshaber Graf von Steinau ließ sich, wie erhofft, täuschen und erwartete den Übergang bei Kockenhusen. Er zog mit seinem Teil der Armee nach Kockenhusen ab. General Otto von Paykull und Ferdinand Kettler von Kurland wurden nach Riga gesandt.
Noch am 18. Juli 1701 war das Wetter stürmisch und regnerisch gewesen, sodass die Generäle dem König von einem Übergang am folgenden Tag abrieten. Nachdem sich das Wetter am Abend besserte, begann die Armee Karls XII. im Morgengrauen des 19. Juli 1701 mit kleinen Booten über den Fluss zu setzen. Um vier Uhr morgens wurden einige Boote, die zuvor mit Dung und Stroh beladen worden waren, angezündet und auf das gegenüberliegende Flussufer zu gesteuert. Als die Boote die Hälfte der Strecke zurückgelegt hatten, begann das Feuer der Artillerie auf beiden Seiten der Düna. Da die entfachten Feuer starke Rauchschwaden auf dem Fluss verursachten, waren die nachfolgenden mit Truppen besetzten Boote vor einem direkten Beschuss durch die Artillerie der Sachsen geschützt. So konnte die erste Angriffswelle der Schweden, 7000 Mann Infanterie und 600 Reiter, nach dreiviertelstündigem Rudern bei Krämershof, eine viertel Meile unterhalb von Riga, auf das andere Flussufer anlanden.

## Schlachtverlauf

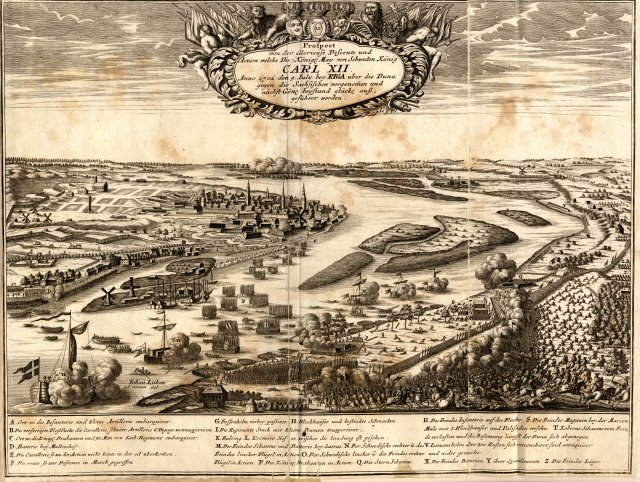
Schwedische Truppen überqueren die Düna

Die Gardereiter erreichten als erste das rechte Ufer der Düna. Noch bevor sich das Landungskontingent ordnen konnte, setzte Otto Arnold von Paykull zum Angriff an. Die Schweden hatten an den gefährdetsten Stellen spanische Reiter aufgestellt. Diese bremsten den Angriff. Die schwedische Kavallerie wehrte den Angriff der Sachsen schließlich ab. Die schwedische Infanterie griff nun ebenfalls in das Gefecht ein, so dass die sächsischen Truppen schließlich zurückwichen. Auch die russischen Hilfstruppen zogen sich vom Gefechtsgeschehen zurück.

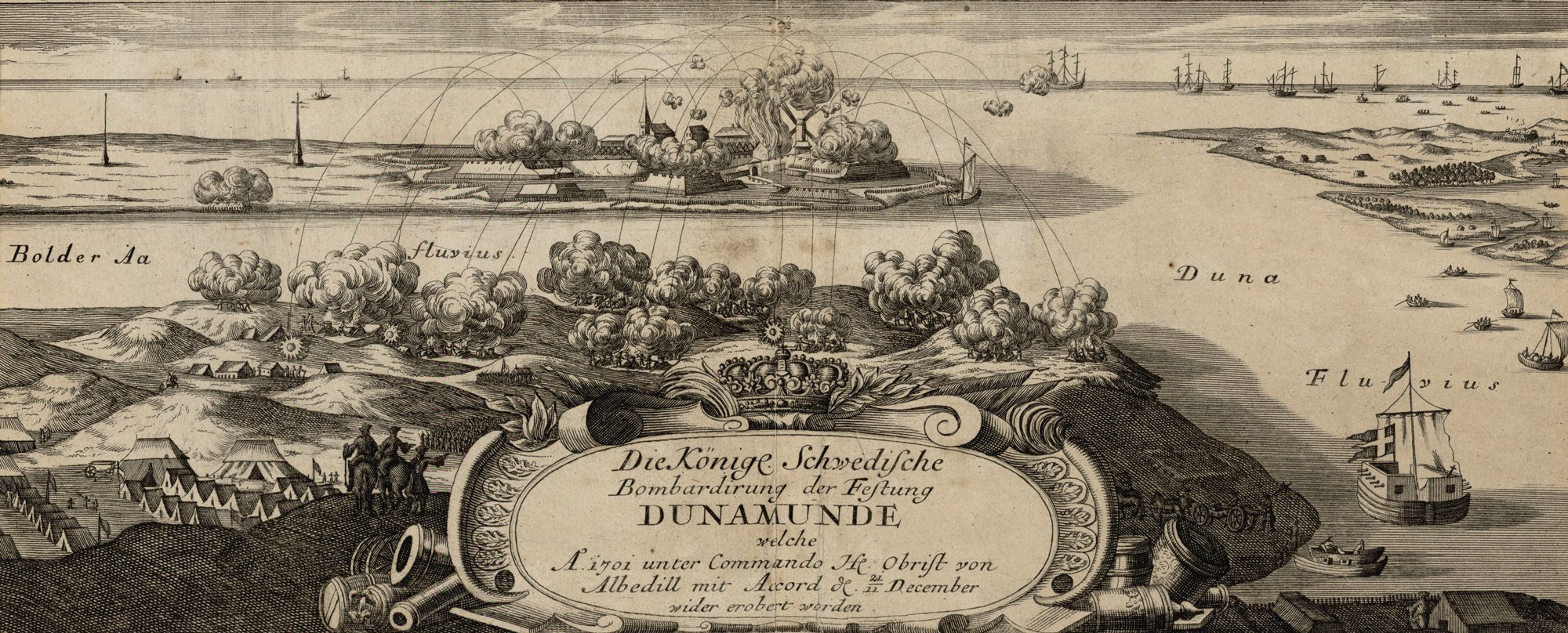
Bombardierung der Festung Dünamünde durch königlich-schwedische Truppen im Jahr 1701

Während des Rückzuges ordnete Feldmarschall Steinau die sächsischen Truppen neu. Er befehligte den sofortigen Gegenangriff. Der Herzog von Kurland sammelte seine Reiterei und griff mit ihr den linken Flügel der Schweden an. Wieder konnte die schwedische Kavallerie den Angriff abwehren.
Inzwischen wurden die schwedischen Truppen am südlichen Ufer der Düna durch neuangelandete Infanterieregimenter verstärkt. Gegen diese führten Steinau und Paykull ihre Truppen zum dritten Angriff, wobei beide Kommandeure verwundet wurden. Die Überlegenheit der Schweden war jetzt deutlich geworden und um sieben Uhr war der Kampf entschieden. Die Sachsen zogen sich in Richtung Dünaburg und in die Schanze Kobron zurück. Nach einem kurzen Gefecht wurde die Schanze aufgegeben und gesprengt. In der Nähe der Schanze hatten sich 400 Russen auf einer kleinen Dünainsel verschanzt. Oberst Helmersen mit einer 500 Mann starken Einheit sollte die Insel angreifen. Die Russen weigerten sich aufzugeben und wurden bis auf 20 Mann getötet. Auch die Schweden hatten hohe Verluste erlitten; zwei Drittel der schwedischen Infanteristen und ihr Kommandeur Oberst Helmersen fielen. Um zehn Uhr war damit auch das letzte Gefecht für die Schweden gewonnen.

## Folgen

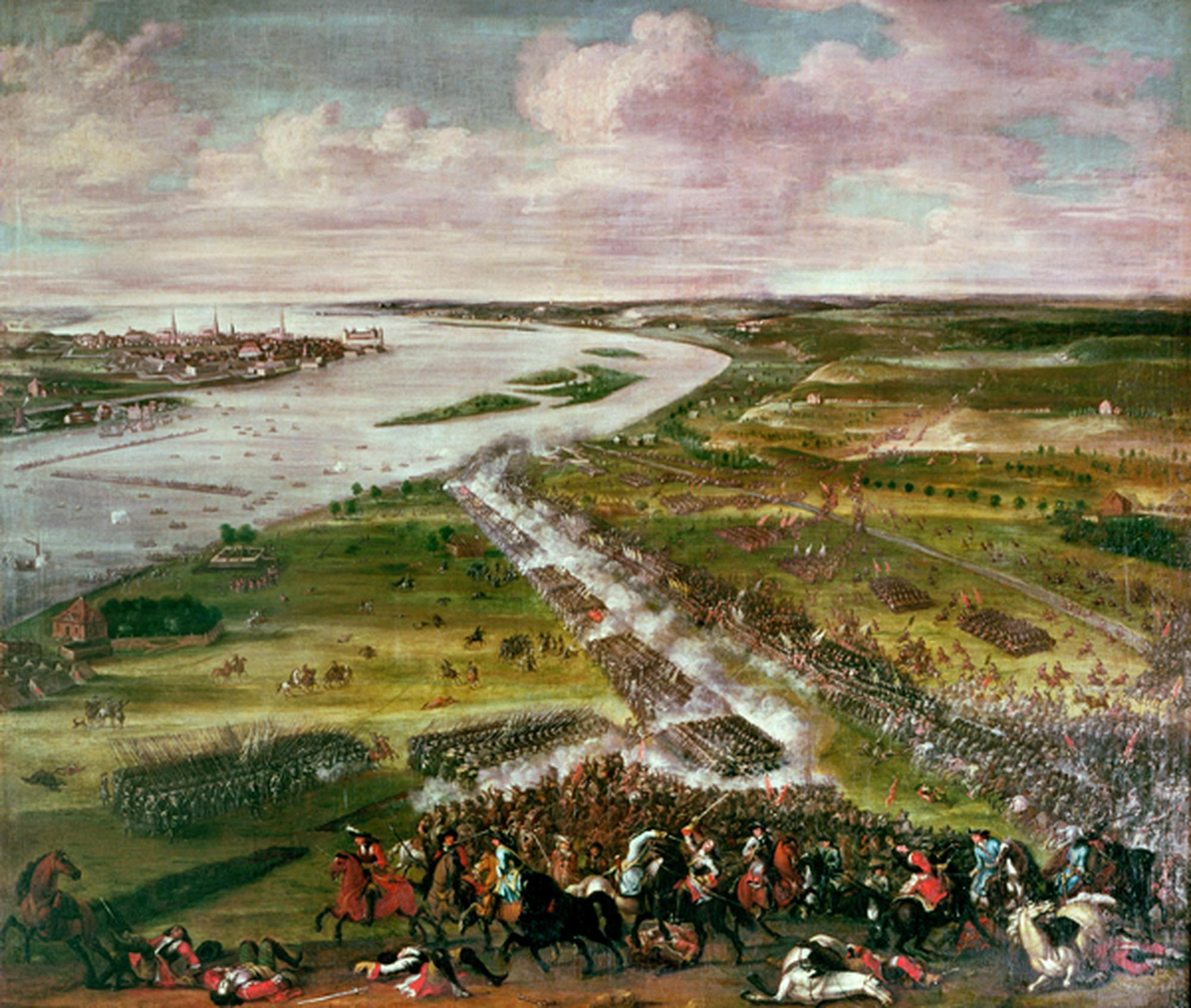
Schlacht an der Düna

Die Schweden nahmen etwa 700 Mann gefangen, dazu fast die komplette sächsische Artillerie, die außerhalb von Dünamünde stationiert war. Die sächsische Armee war hervorragend ausgestattet gewesen, dadurch fielen den Schweden große Mengen an Nachschubgütern, Proviant und Munitionsvorräten in die Hände.
Der Sieg erwies sich als folgenreich. Die Furcht vor dem Schwedenkönig und seinen Truppen wuchs mit jedem Sieg. Die Russen verließen fluchtartig den Kriegsschauplatz, und die Sachsen wagten nicht, in ihrem Rückzug haltzumachen, bevor sie nicht preußischen Boden erreicht hatten. Das 10.000 Mann starke russische Hilfskorps unter Anikita Iwanowitsch Repnin zog sich nach Russland zurück, nachdem es kaum in der Schlacht eingesetzt wurde.
Kurland war den Schweden schutzlos ausgeliefert. Die Hauptstadt Mitau wurde ohne nennenswerte Gegenwehr genommen. In ihr befanden sich große Mengen an kriegswichtigen Gütern, darunter 8000 Musketen, 9000 Pistolen, 12.000 Ellen Tuch und fast 800 vollständige Uniformen. Das ganze Land wurde von schwedischen Truppen besetzt. Kockenhusen wurde eingenommen und am Ende des Jahres 1701 auch die Festung von Dünamünde. Im März 1702 begab sich die schwedische Hauptarmee mit Karl XII. nach Polen und führte dort den Krieg gegen August II. in den nächsten Jahren weiter.